# Macrojoppa inclyta
Macrojoppa inclyta là một loài tò vò trong họ Ichneumonidae.